# WinFS
WinFS fue un sistema de archivos desarrollado por Microsoft para utilizarlo en su sistema operativo Windows. En un principio, el nombre significaba Windows Future Storage (almacenamiento del futuro), pero ahora significa Windows File System (sistema de archivos de Windows). En 1992, su precursor fue llamado Object File System (OFS) y estaba planeado para formar parte de Windows Cairo.
Existió un desconcierto general acerca de si WinFS era en sí mismo un sistema de archivos, o si solamente era una extensión del sistema actual, ya que en varios documentos técnicos se habla de que las funciones tradicionales de un sistema de archivos las sigue haciendo NTFS y WinFS solamente lo complementa agregando funciones de búsqueda típicos de una base de datos, basándose en la próxima versión de SQL Server, cuyo nombre provisional es Yukon. Sin embargo otros documentos y citas parecen indicar que esta relación entre WinFS y NTFS se da solamente con el propósito de aumentar la compatibilidad con los sistemas existentes y evitar que sea necesario realizar conversiones de un sistema al otro para usar los beneficios de WinFS y que finalmente esta relación desaparecerá dando paso a volúmenes en los cuales WinFS será el sistema de archivos nativo. Aún es muy temprano para sacar una conclusión acerca de cuál de estas opciones es la correcta ya que WinFS probablemente sufra importantes modificaciones antes de su lanzamiento oficial, e incluso después de este. 
Se esperaba que WinFS facilitase la clasificación y las búsquedas de archivos, superando a la habitual relación jerárquica carpeta-archivo, mediante carpetas dinámicas cuyo contenido es el resultado de una consulta o archivos contenidos en dos o más carpetas. Aunque estaba previsto que viniera con todas las versiones, sólo saldría en el 2007 junto con la versión servidor de Vista, llamado Windows Server 2008. Se esperaba que fuera lanzado después como actualización en el Service Pack 1 para Vista y el SP3 para Windows XP, y fuera incluido en cada DVD de instalación de Windows Vista.
Finalmente el proyecto se descartó el 25 de junio de 2006. Se planeó incorporar en Windows 7, la nueva versión de Windows, pero una vez más se descartó utilizar este sistema de archivos.